# 갈렙
갈렙은 성경 속 인물이다.
갈렙[칼레브(히브리어)] 은 ‘개’라는 뜻을 갖고 있다. 인터넷에 돌아다니는 설명으로 갈렙의 이름은 합성어로 칼 (Col) (כל, 카프 + 라메드)과 "전부"(all) 이란 뜻이있고, 렙 (Lev) (לב, 라메드 + 베트)는 "마음" (heart)이라는 뜻이있어, 두문자를 합하면 "전부 마음을 드리다"라는 설명이 있으나 근거 없는 추측이다. 히브리어 "케레브"는 개라는 뜻이고 당시 고대 근동 언어에서는 신에게 "충성된자" 라는 뜻으로 '개'라는 이름이 종종 사용되었다. 페니키아의 기록에도 신들의 개라는 이름들이 있었고, 아카드어에도 마르둑 신의 개라는 이름들이 적힌 기록이 있다.  학자들은 대체로 '개'라는 뜻을 가진 케레브의 축약어로 "kalb" 즉 갈렙이라는 이름을 사용한 것으로 보고있다.(Mark J. Fretz and Raphael I. Panitz, “Caleb (Person),” ed. David Noel Freedman, The Anchor Yale Bible Dictionary (New York: Doubleday, 1992), p 808). 그 이름 '개'가 상징의 뜻은 '하나님 앞에서 충성 된자'라는 뜻을 의미한다. 실제 그의 삶은 이름에 걸맞게 모세와 여호수아 옆에서 충성되게 섬겼다.
유다 지파에서 선출되었으며, 민 32:12과 수 14:6에서는 그나스 사람으로 설명하고 있다. 성경에 의하면 그나스 족속 중 일부 사람들이 유다지파에 합류되었다고 추정할 수 있다. 갈렙의 아버지는 순수 히브리 혈통이 아니고 에돔 족속의 후예로 보고 있다. 그러나 갈렙은 여호수아와 함께 가나안 땅을 탐지하기 위해 갔던 12정탐꾼 중에 한 사람이었으며 가나안 정복에 대한 믿음을 갖고 있었던 사람이다. (민 14:24, 신 1:36)
훗날 유다지파를 이끌고 가나안 땅 정복에 큰 공을 세웠으며 헤브론 땅을 차지했다.(수 14장, 15장) 그가 가나안 땅을 정복할 때 나이는 85세였다.(수 14:7,10) 갈렙의 아버지는 ‘여분네’인데 이는 ‘향하다’란 뜻이 있는 ‘파나(히브리어)’에서 유래하여 ‘향하여 난 길’이란 의미를 지닌다. (민 13:6)

## 갈렙의 가나안정탐사건(민수기13:1 ~ 14:10)

### 가나안 정탐꾼(13:1-16)
모세는 여호와의 말씀에 따라 열두명의 정탐꾼을 세운다. 각 지파별로 한 명씩 선발 된 자들은 아래와 같다.
르우벤 지파(삭굴의 아들 삼무아), 시므온 지파(호리의 아들 사밧), 유다 지파(여분네의 아들 갈렙), 잇사갈 지파(요셉의 아들 이갈), 에브라임 지파(눈의 아들 여호수아), 베냐민 지파(라부의 아들 발디), 스불론 지파(소디의 아들 갓디엘), 요셉-므낫세 지파(수시의 아들 갓디), 단 지파(그말리의 아들 암미엘), 아셀 지파(미가엘의 아들 스둘), 납달리 지파(웝시의 아들 나비), 갓 지파(마기의 아들 그우엘)
열 두명의 정탐꾼은 바란 광야에서부터 정탐의 여정을 시작한다.

### 가나안 정탐을 위한 모세의 명령(13:17-20)
모세는 네겝 길로 행하여 산지로 올라가 그 땅이 어떠한지 정탐하라는 명과 함께는 그들이 확인해야 하는 것들이 무엇인지 몇 가지를 일러주었다.
- 그 땅 거주민이 강한지 약한지 많은지 적은지
- 그들이 사는 땅이 좋은지 나쁜지
- 사는 성읍이 진영인지 산성인지
- 토지가 비옥한지 메마른지
- 나무가 있는지 없는지

그리고 그들에게 그 땅의 실과를 가지고 오라고 했다.

### 가나안을 정탐하는 열 두 정탐꾼(13:21-24)
열 두 정탐꾼은 모세의 명에 따라 정탐을 시작한다. 신 광야에서부터 하맛 어귀 르홉에 이르고, 또 네겝으로 올라가서 헤브론에 이르렀다. 그 곳은 애굽 소안보다 칠 년 전에 세운 곳인데 아낙 자손 아히만과 세새와 달매가 있었다. 에스골 골짜기에 이른 그들은 모세의 명에 따라 포도송이와 석류와 무화과를 손에 넣고, 가나안을 정탐한다.

### 정탐꾼들의 엇갈리는 보고와 이스라엘 백성들의 모습(13:25-14:10)
40일이라는 시간동안 가나안을 정탐한 사람들이 돌아왔다. 바란 광야 가데스에 도착하여 모세와 아론과 이스라엘 자손의 온 회중에게 나아와 그 땅의 과일을 보이며 보고를 시작한다.
“그 땅에 젖과 꿀이 흐르는데 이것은 그 땅의 과일이니이다 그러나 그 땅 거주민은 강하고 성읍은 견고하고 심히 클 뿐 아니라 거기서 아낙 자손을 보았으며 아말렉인은 남방 땅에 거주하고 헷인과 여부스인과 아모리인은 산지에 거주하고 가나안인은 해변과 요단 가에 거주하더이다”
그리고 이 후 장면에서 열 두 정탐꾼의 보고는 큰 차이를 보인다.
- 갈렙,여호수아: “우리가 곧 올라가서 그 땅을 취하자 능히 이기리라(13:30)”, “우리가 두루 다니며 정탐한 땅은 심히 아름다운 땅이라 여호와께서 우리를 기뻐하시면 우리를 그 땅으로 인도하여 들이시고 그 땅을 우리에게 주시리라 이는 과연 젖과 꿀이 흐르는 땅이니라 다만 여호와를 거역하지는 말라 또 그 땅 백성을 두려워하지 말라 그들은 우리의 먹이라 그들의 보호자는 그들에게서 떠났고 여호와는 우리와 함께 하시느니라 그들을 두려워하지 말라(14:7-9)”
- 그 외 정탐꾼: “우리는 능히 올라가서 그 백성을 치지 못하리라 그들은 우리보다 강하니라(13:31)”, “우리가 두루 다니며 정탐한 땅은 그 거주민을 삼키는 땅이요 거기서 본 모든 백성은 신장이 장대한 자들이며 거기서 네피림 후손인 아낙 자손의 거인들을 보았나니 우리는 스스로 보기에도 메뚜기 같으니 그들이 보기에도 그와 같았을 것이니라(13:32-33),

이 때 이스라엘 백성들은 소리를 높여 부르짖으며 밤새도록 통곡하며 여러 말로 모세와 아론을 원망하였다.(14:1-3) 그리고 그들을 돌로 치려한다.(14:10) 그 때에 여호와의 영광이 회막에서 이스라엘 모든 자손에게 나타났다. 그리고 여호와의 말씀이 모세에게 들린다.

## 갈렙의 기업
여호수아와 이스라엘 백성이 가나안 땅을 정복하고 그 지파별로 땅을 분배하게 된다(수13:8-15:12). 먼저 요단 동쪽과 요단 서쪽으로 나뉜다. 요단 동쪽에는 르우벤, 갓 그리고 므낫세 반 지파가 기업으로 받고 요단 서쪽에는 시므온, 유다, 베냐민, 단, 에브라임, 므낫세 반, 잇사갈, 스불론, 납달리, 아셀 지파가 기업으로 받았다.
그 중에 유다 지파에서 여호수아와 함께 가나안을 정탐했던 갈렙이 헤브론 땅을 기업으로 달라고 요청한다(수14:13). 갈렙이 요청한 땅은 그 당시 완전히 정복 되지 않았다(수14:12). 갈렙이 요청한 헤브론의 옛 이름은 기럇 아르바이며 아낙 자손들이 거주하였다(수14:15). 갈렙이 아낙 자손을 몰아내고 헤브론 땅을 기업으로 차지하게 되었다(수14:15).

## 갈렙의 족보

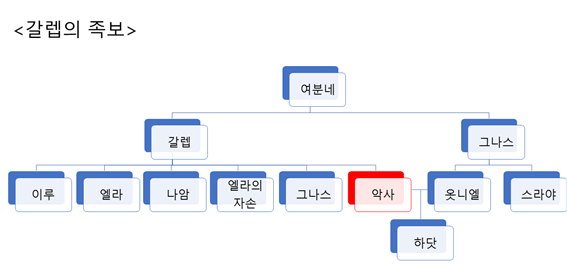

민수기 13:6에서 갈렙은 여분네의 아들로써 등장한다.
역대상 13절과 15절은 분명히 갈렙과 옷니엘에게 중점을 두고 있다. 두 개의 평행 구절, 즉 여호수아 15:13-17과 사사기 1:11-13에서, 옷니엘은 그나스의 아들이며 갈렙의 요구에 따라 드빌(기럇 세벨)을 정복하는 갈렙의 조카로 알려지고, 그렇게 한 것에 대한 보상으로 갈렙의 딸 악사를 아내로 받는다.